# The Fat Blue Line
The Fat Blue Line, titulado La gorda línea azul en Hispanoamérica y Ley y desorden gordos en España, es el tercer episodio de la trigesimoprimera temporada de la serie animada Los Simpson, y el episodio 665 de la serie en general. Se estrenó el 13 de octubre de 2019 en Estados Unidos, el 6 de septiembre de 2020 en Hispanoamérica y el 9 de junio de 2021 en abierto en España.

## Argumento
La familia Simpson acude al festival callejero de San Castellaneta, dedicado a la cultura italiana, mientras Fat Tony se reúne con su tío. El alcalde Quimby presenta a Jason Momoa, quien cuenta la historia de Ignatius Castellaneta.
En la recolección de dinero para Jesús, la gente en el festival fue robada. En la estación de policía, Lenora Carter toma el caso en la mano, disminuyendo el trabajo del jefe Wiggum. Como cebo para el ladrón, Homer es atrapado, debido a que este gran trasero es el más grande de la ciudad, colocando una billetera con un dispositivo de rastreo en su bolsillo.
Después de que Homer es robado en el subsuelo, la policía sigue el dispositivo a un almacén lleno de billeteras cuando se abre una puerta y Fat Tony y su tío son acusados de ser los culpables, mientras que Wiggum está deprimido debido a que lo dejaron de lado en el caso.
En la Penitenciaría de Springfield después de que Sideshow Bob se escapa y es atropellado por un camión rastrillo, Fat Tony le reza a Dios para que lo ayude a salir mientras Wiggum del otro lado le reza a Dios para que lo ayude en su propia situación, y Homer le reza. para traer pajitas de plástico.
Louie trae a su abogado. Pero al escuchar que es inocente, se va mientras Wiggum mira una entrevista con Tony diciendo que nunca cometerá el crimen de carterista, por lo que va a su cárcel y le dice a Tony que lo sacará si lo convence de que es inocente.
Tony le muestra lo que hace todos los días en el momento del crimen, cantando solo en su habitación. Tony acepta poner un cable y va a casa de Luigi para averiguar quién lo incriminó. Frankie el Chillón le revela que fue Johnny Tightlips quien lo traicionó y se convirtió en el jefe de la mafia de Springfield. Homer entra a la habitación por error cuando la policía interviene en la escena y es alcanzado por una bala en el trasero. Wiggum lo chupa. En el Hospital General de Springfield, Homer se despierta sano y salvo. En la estación, Wiggum recupera su confianza.
Al final, Fat Tony, Homer y Wiggum comparten un brindis por la exitosa operación en Giuseppe's.

## Recepción
Dennis Perkins de The A.V. Club le dio al episodio una C+ que decía: "Ahora, 'The Fat Blue Line' no es una de esas gemas raras, lamentablemente, pero ciertamente posee una calidez pura y un afecto por los personajes y el tema gracias a uno de los veteranos de Los Simpson cuyo nombre en los créditos puede en menos garantizar un episodio con una toma decente, Bill Odenkirk. Los guiones de Odenkirk, por regla general, evitan los trucos y el agotamiento autorreferencial amortiguador en favor de una profesionalidad obstinada. Si esta historia en particular de Fat Tony siendo enmarcado como el carterista número uno de Springfield (en lugar de ser definitivamente culpable de ser el número uno de Springfield en cualquier otro tipo de delincuente) nunca se eleva por encima de una especie de familiaridad acogedora, al menos se gana su lugar como Simpson. episodio que parece recordar que Los Simpson son dignos de recordar.
Tony Sokol de Den of Geek calificó este episodio 4 de 5 estrellas.